# Угринів (Шептицький район)
Угри́нів — село в Україні, в Шептицького районі Львівської області. Населення становить 380 осіб.

## Географія
У 1951—1993 рр. село називалось Дібровка. На деяких картографічних ресурсах помилково позначене як Діброва.

## Історія
Понад 100 років Угринів був прикордонним селом Австро-Угорщини.
Місцева греко-католицька церква св. о. Миколая була мурованою, зведена в 1900 р., була парафіяльною, належала до Варяжського деканату Перемишльської єпархії.
На 01.01.1939 в селі проживало 1740 мешканців, з них 1200 українців-грекокатоликів, 410 українців-римокатоликів, 60 поляків і 70 євреїв. Село входило до гміни Хоробрів Сокальського повіту Львівського воєводства Польської республіки.
За німецької окупації у місті діяла філія Грубешівського Українського допомогового комітету.
Після Другої світової війни село опинилося у складі Польщі. 21-25 червня 1947 року під час операції «Вісла» польська армія виселила з Угринова на щойно приєднані до Польщі північно-західні терени 557 українців. У селі залишилося 114 поляків.

## Населення

### Мова
Розподіл населення за рідною мовою за даними перепису 2001 року:
| Мова       | Кількість | Відсоток |
| ---------- | --------- | -------- |
| українська | 437       | 100%     |

## Міжнародний пункт пропуску
В селі діє міжнародний пункт пропуску на кордоні з Польщею Угринів — Долгобичів.

## Відомі люди
- Дацюк Юрій Якович (1940 1996) — дрогобицький політичний діяч. Міський голова Дрогобича.
- Юзеф Руліковський (1838—1863) — повстанець (1863), син дідича маєтку у селі Яна Руліковського.[6]

## Цікаве
Село Угринів, що до 1918 р. перебувало у складі Сокальського повіту Королівства Галичини Австро-Угорщини, нині належить до України, а сусіднє село Долгобичів, що тоді ж входило до складу Холмської губернії Російської імперії, а згодом УНР — нині належить до Польщі.

## Прізвища
Найпоширеніші прізвища Угринова: Васьків, Царинський(а), Шушняк, Шевчук, Когут, Пукас, Лещак.

## Особистості

### Народилися
- Лапінський Ігор Леонтійович (1944—2023) — український музикознавець[8].